# Ștefănești (Argeș)
Ștefănești es una ciudad con estatus de oraș de Rumania ubicada en el distrito de Argeș.
Según el censo de 2011, tiene 14 541 habitantes, mientras que en el censo de 2002 tenía 12 983 habitantes. La mayoría de la población es de etnia rumana (88,35 %), con una minoría de gitanos (5,73 %).
La mayoría de los habitantes son cristianos de la Iglesia Ortodoxa Rumana (92,42 %).
Adquirió estatus urbano en 2004. En su territorio se incluyen como pedanías los pueblos de Enculești, Golești, Izvorani, Ștefăneștii Noi, Valea Mare-Podgoria, Viișoara y Zăvoi.
Se ubica en la periferia oriental de Pitești, en la salida de dicha ciudad por la carretera 7 que lleva a Bucarest.